# 14154 Negrelli
14154 Negrelli è un asteroide della fascia principale. Scoperto nel 1998, presenta un'orbita caratterizzata da un semiasse maggiore pari a 2,7079289 UA e da un'eccentricità di 0,0618260, inclinata di 2,75508° rispetto all'eclittica.